# Issoria magisnigrata
Issoria magisnigrata är en fjärilsart som beskrevs av Ruggero Verity 1933. Issoria magisnigrata ingår i släktet Issoria och familjen praktfjärilar. Inga underarter finns listade i Catalogue of Life.